# Trio live im Frühjahr 82
Trio live im Frühjahr 82 è il secondo album del gruppo musicale new wave/disco tedesco Trio, registrato dal vivo e pubblicato dall'etichetta discografica Mercury nel 1982.
L'album è stato accompagnato dal successo del singolo Da Da Da I Don't Love You You Don't Love Me Aha Aha Aha, successo europeo di quell'anno.

## Tracce
1. Sabine Sabine Sabine
2. Lady-O-Lady
3. Sunday You Need Love Monday Be Alone
4. Ya Ya
5. Halt mich fest ich werd verrückt
6. Nur ein Traum
7. Kummer
8. Ja ja ja
9. Energie
10. Da Da Da ich lieb dich nicht du liebst mich nicht aha aha aha
11. Los Paul
12. Broken Hearts For You And Me
13. JaJa wo gehts lank Peter Pank schönen Dank
14. Trio Bommerlunder